# Clivina postica
Clivina postica är en skalbaggsart som beskrevs av Leconte 1848. Clivina postica ingår i släktet Clivina och familjen jordlöpare. Inga underarter finns listade i Catalogue of Life.